# Cronquistianthus
Cronquistianthus, rod glavočika iz podtribusa Critoniinae, dio tribusa Eupatorieae. Sastoji se od dvadesetak vrsta iz Južne Amerike

## Opis
Cronquistianthus uključuje grmolike vrste iz sjevernih Anda od Perua do Kolumbije (prethodno 25, danas 23). Rod karakterizira gotovo potpuni nedostatak prašničkog dodatka u kombinaciji s kvrgastim vrhovima stilskih dodataka.

## Vrste
1. Cronquistianthus bishopii R.M.King & H.Rob.
2. Cronquistianthus bulliferus (S.F.Blake) R.M.King & H.Rob.
3. Cronquistianthus callacatensis (Hieron.) R.M.King & H.Rob.
4. Cronquistianthus celendinensis R.M.King & H.Rob.
5. Cronquistianthus chachapoyensis R.M.King & H.Rob.
6. Cronquistianthus chamaedrifolius (Kunth) R.M.King & H.Rob.
7. Cronquistianthus desmophyllus (B.L.Rob.) R.M.King & H.Rob.
8. Cronquistianthus determinatus (B.L.Rob.) R.M.King & H.Rob.
9. Cronquistianthus ferreyrae R.M.King & H.Rob.
10. Cronquistianthus glomeratus (DC.) R.M.King & H.Rob.
11. Cronquistianthus lavandulifolius (DC.) R.M.King & H.Rob.
12. Cronquistianthus leucophyllus (Kunth) R.M.King & H.Rob.
13. Cronquistianthus lopez-mirandae (Cabrera) R.M.King & H.Rob.
14. Cronquistianthus loxensis R.M.King & H.Rob.
15. Cronquistianthus macbridei R.M.King & H.Rob.
16. Cronquistianthus marrubiifolius (Hieron.) R.M.King & H.Rob.
17. Cronquistianthus niveus (Kunth) R.M.King & H.Rob.
18. Cronquistianthus origanoides (Kunth) R.M.King & H.Rob.
19. Cronquistianthus pseudoriganoides (Hieron.) R.M.King & H.Rob.
20. Cronquistianthus rosei R.M.King & H.Rob.
21. Cronquistianthus trianae R.M.King & H.Rob.
22. Cronquistianthus urubambensis (B.L.Rob.) R.M.King & H.Rob.
23. Cronquistianthus volkensii (Hieron.) R.M.King & H.Rob.

## Sinonimi
Nema.